# Quần đảo Thổ Chu
Quần đảo Thổ Chu hay quần đảo Thổ Châu là một quần đảo nằm trong vịnh Thái Lan, ở về phía tây nam đảo Phú Quốc và được xem là ở cực tây nam của Việt Nam. Toàn bộ quần đảo này cấu thành xã đảo Thổ Châu, thành phố Phú Quốc, tỉnh Kiên Giang. Nằm cách bờ vịnh Rạch Giá 198 km, đảo Thổ Chu là đảo lớn nhất trong quần đảo và thường được ghi tên là Poulo Panjang (gốc từ tiếng Mã Lai Pulau Panjang, nghĩa là "cù lao dài" hoặc "đảo dài") trên nhiều hải đồ của người phương Tây từ các thế kỉ trước.

## Tên gọi
Thổ Châu là tên gọi đầu tiên có lịch sử hàng trăm năm xuất hiện từ thời Nguyễn Ánh, còn Thổ Chu chỉ mới xuất hiện vài mươi năm trở lại đây.
Tên gọi của đảo do chúa Nguyễn Ánh đặt trong thời kỳ bôn tẩu vốn là Thổ Châu (ông không bao giờ đặt tên là Thổ Chu vì kỵ húy tổ tiên mình là chúa Nguyễn Phúc Chu). Mặc dù trong Hán tự, Chu và Châu vốn được viết cùng một tự dạng, nhưng vẫn đọc là Châu. Đến sau năm 1975, một số cán bộ miền Bắc gọi nơi đây là Thổ Chu và dần phổ biến như hiện nay.

## Địa lý
Quần đảo Thổ Chu gồm 8 hòn đảo là:
| STT | Tên gọi                   | Toạ độ                                          | Diện tích (ha) | Dân số (người) | Ghi chú      |
| --- | ------------------------- | ----------------------------------------------- | -------------- | -------------- | ------------ |
| 1   | Đảo Thổ Chu               | 9°18′29″B 103°29′05″Đ / 9,307953°B 103,484781°Đ | 1.240,2        | 1.912          | Đảo lớn nhất |
| 2   | Hòn Từ                    |                                                 | 91,10          |                |              |
| 3   | Hòn Cao Cát               | 9°19′33″B 103°31′34″Đ / 9,32582°B 103,526223°Đ  | 41,82          |                |              |
| 4   | Hòn Xanh                  |                                                 | 14,11          |                |              |
| 5   | Hòn Nhạn                  | 9°15′03″B 103°28′14″Đ / 9,250793°B 103,470515°Đ | 3,37           |                |              |
| 6   | Hòn Cái Bàn (Cao Cát Lớn) | 9°22′59″B 103°38′20″Đ / 9,383051°B 103,638773°Đ | 3,34           |                |              |
| 7   | Hòn Đá Bạc (Cao Cát Nhỏ)  |                                                 | 0,74           |                |              |
| 8   | Hòn Khô                   |                                                 | 0,48           |                |              |

Trong số này, hòn Nhạn là một đảo nhỏ có diện tích khoảng 2.000 m² với điểm cao nhất đạt độ cao 40 m so với mực nước biển. Đây chính là điểm A1 (9°15′B 103°27′Đ / 9,25°B 103,45°Đ) trên đường cơ sở của Việt Nam.

### Đa dạng sinh học và địa chất
Đảo Thổ Chu thuộc quần đảo này lần đầu tiên được đề xuất thành lập khu bảo tồn biển vào năm 1995. Tiếp theo đó, Ngân hàng Phát triển châu Á đã đề xuất việc xây dựng khu bảo tồn biển đảo Thổ Chu với diện tích 22.400 hecta, trong đó phần đất liền có diện tích 1.190 ha và mặt biển là 21.210 ha.
Về cấu tạo địa chất, quần đảo Thổ Chu do sa thạch cấu thành. Đá giàu silic và sắt nên có màu xám hoặc hồng. Ngoài ra, thềm lục địa ở đây nằm trong bể trầm tích Thổ Chu - Mã Lai có nhiều triển vọng về dầu khí.

## Lịch sử
Thời Việt Nam Cộng hòa, có khoảng 500 dân - đa số là người Kinh gốc Rạch Giá và chỉ có bốn gia đình gốc Khmer - sống tập trung tại bãi Ngự trên đảo Thổ Châu. Thời gian trước sự kiện 30 tháng 4 năm 1975, có một sân bay trực thăng và vài chiếc tàu PCF của Hải quân Việt Nam Cộng hòa đóng quân và đã bàn giao lại cho dân quân quản lý để chờ đối phương tiếp quản.
Ngày 10 tháng 5 năm 1975, quân Khmer Đỏ đưa tàu đổ bộ chuyên chở phương tiện (LCM) và ba tàu hộ tống (PCE) đưa quân chiếm đảo chính Thổ Châu mà không tốn một viên đạn, đồng thời bắt khoảng năm trăm dân thường về Campuchia để thảm sát. Từ ngày 24 tháng 5 đến 27 tháng 5 năm 1975, quân Việt Nam tấn công và tái chiếm đảo.
Năm 1977, Khmer Đỏ tập kích đảo Thổ Châu một lần nữa nhưng đã bị đánh bại hoàn toàn.
Ngày 27 tháng 4 năm 1992, UBND tỉnh Kiên Giang đưa sáu gia đình với khoảng ba mươi người đang cư ngụ tại xã Kiên Hải ra đảo Thổ Châu để lập nghiệp.
Ngày 24 tháng 4 năm 1993, Chính phủ Việt Nam Nghị định số 19-CP thành lập xã đảo Thổ Châu.
Ngày 22 tháng 10 năm 2014, HĐND tỉnh Kiên Giang ban hành Nghị quyết số 78/2014/NQ-HĐND về việc đề nghị thành lập huyện Thổ Châu thuộc tỉnh Kiên Giang trên cơ sở xã Thổ Châu của huyện đảo Phú Quốc.
Ngày 20 tháng 7 năm 2017, HĐND tỉnh Kiên Giang ban hành Nghị quyết số 76/NQ-HĐND về việc thống nhất đề nghị điều chỉnh địa giới đơn vị hành chính xã Thổ Châu, huyện Phú Quốc để thành lập huyện Thổ Châu thuộc tỉnh Kiên Giang.

## Dân cư
Quần đảo Thổ Chu có diện tích 13,98 km², dân số năm 2023 là 1.889 người, mật độ dân số đạt 135 người/km².
Thổ Châu có một ấp với tám tổ tự quản. Toàn xã có 600 hộ gia đình với gần 2.000 người, trong đó phần lớn là lực lượng hải quân và biên phòng lập gia đình và định cư tại đây, còn lại là dân nhập cư. Dân địa phương sống dựa vào dịch vụ bám vào những chuyến tàu đánh bắt cá, sản xuất tiểu thủ công nhỏ lẻ, trồng trọt, chăn nuôi và đánh bắt hải sản ven bờ. Dân số luôn biến động theo từng mùa, và việc quản lý an ninh trật tự gặp nhiều khó khăn.